# ベラヴィア
ベラヴィア（ベラルーシ語:Белавія、英語:Belavia Belarusian Airlines）はベラルーシの国立航空会社。同国のフラッグ・キャリアでありヨーロッパやCISの主要都市とベラルーシをむすんでいる。ハブ空港はミンスク国際空港。なお運航路線はすべて国際線で国内線は運航していない。

## 歴史
ベラヴィアの前身となるベラルーシの民間航空グループは1933年に初めてミンスクにエアターミナルが建設されモスクワとの間に航空路線が開設されたことに伴い、1940年に発足した。1964年にはツポレフTu-124がベラルーシ籍を取得し、1973年にツポレフTu-134、1983年にツポレフTu-154が就航した。しかし1985年2月に、ミンスク郊外でツポレフTu-134が墜落し一人が死亡するという事件が発生した。これは出発前にエンジンに付着した氷を除去しなかったために飛行中にエンジンに多大な負担がかかったためである。
1996年、アエロフロート・ロシア航空のベラルーシ支局が国営化されたことをうけてベラルーシ政府が発表した「ベラルーシ共和国内の航空輸送の再建について」という声明に従いベラヴィアとして正式に発足し、1998年までにはミンスクから北京・イスタンブール・ラルナカ・ロンドン・プラハ・ローマとの間に航空路を開設した。1998年にベラヴィアはミンスカヴィアと合併することによっていままでのツポレフに加えてアントノフやヤコヴレフの機材も加えている。
2001年5月にはミンスク⇔パリ線に就航し、2003年にはHorizonsという機内誌を英語・ロシア語・ベラルーシ語で創刊した。同年10月にはボーイング737のリース協定に調印し、翌年にはもう一機のボーイング737をさらにリースしドイツのハノーファーに就航した。2008年にはシャノン空港とミンスクを結ぶ路線を再開している。現在は1000人以上の従業員を抱える。
2021年5月、ベラルーシがライアンエアー機を強制着陸させ反体制派ジャーナリストを拘束した問題によって、EU域内の空港着陸禁止・上空通過禁止との制裁措置が決定された。

## 保有機材
以前は旧ソ連製旅客機を運用していたが崩壊後リース会社を通じて西側旅客機を導入しているが制裁により差し押さえ機材が発生している。

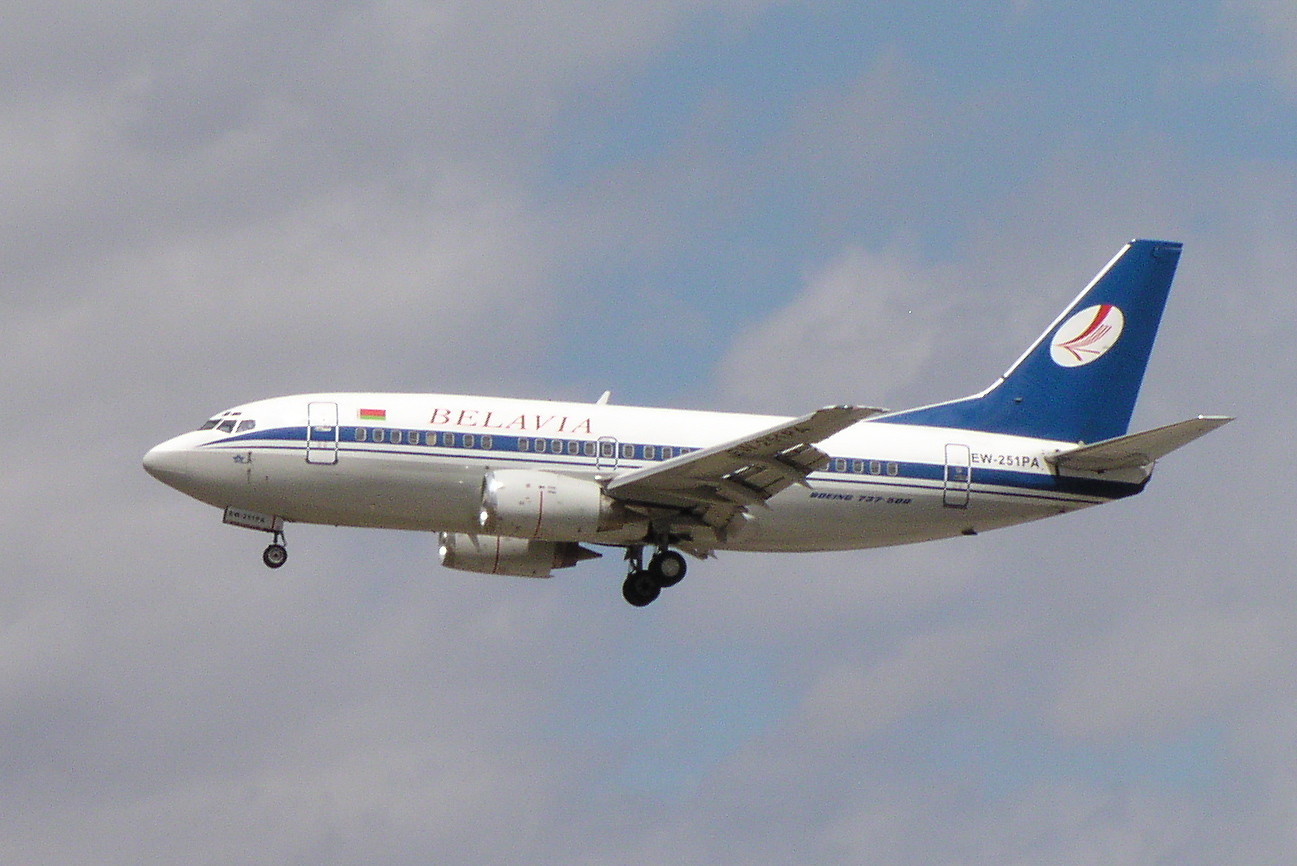
ベラヴィア航空ボーイング737型機

| 機種                     | 運航機数 | 注文中 | 定員 | 定員 | 定員 | 備考                             |
| 機種                     | 運航機数 | 注文中 | C    | Y    | 計   | 備考                             |
| ------------------------ | -------- | ------ | ---- | ---- | ---- | -------------------------------- |
| ボーイング737-300        | 5        | —      | —    | 148  | 148  | Boeing 737 MAX 8導入後、退役予定 |
| ボーイング737-500        | 5        | —      | 8    | 96   | 104  | Boeing 737 MAX 8導入後、退役予定 |
| ボーイング737-500        | 5        | —      | —    | 120  | 120  | Boeing 737 MAX 8導入後、退役予定 |
| ボーイング737-800        | 9        | —      | —    | 189  | 189  |                                  |
| ボーイング737 MAX 8      | —        | 4      | TBA  | TBA  | TBA  |                                  |
| ボンバルディア CRJ-200ER | 3        | —      | —    | 50   | 50   |                                  |
| エンブラエル ERJ-175LR   | 4        | —      | 12   | 64   | 76   |                                  |
| エンブラエル ERJ-195LR   | 7        | —      | 11   | 96   | 107  |                                  |
| エンブラエル 195-E2      | —        | 3      | 9    | 116  | 125  | 2020年～2021年 導入              |
| 計                       | 33       | 7      |      |      |      |                                  |

## 就航都市
ベラヴィアの就航都市は、以下のとおり。
ホメリ～カリーニングラード線を除き、他就航諸都市はすべてミンスク線のみ（コロナによる防疫措置と独裁政権に対するEU制裁措置により多くが運休している）
- ベラルーシ国内
  - ミンスク
  - ホメリ(ホメリ空港（英語版）)

- ロシア
  - モスクワ/シェレメーチエヴォ
  - サンクトペテルブルク
  - ニジニ・ノヴゴロド(ストリギノ国際空港)
  - カザン
  - ロストフ・ナ・ドヌ
  - ヴォロネジ(ヴォロネジ国際空港)
  - クラスノダール(クラスノダール国際空港)
  - カリーニングラード
  - ソチ

- 中央アジア
  - アシガバート
  - タシュケント
  - アスタナ
  - アルマトイ
  - カラガンダ(サリ・アルカ空港（英語版）)
  - パヴロダル(パヴロダル空港（英語版）)
  - コスタナイ(コスタナイ空港（英語版）)
  - アクタウ

- カフカース諸国
  - エレバン
  - バクー
  - トビリシ
  - バトゥミ

- 西アジア
  - イスタンブール
  - テルアビブ
  - ベイルート
  - ドバイ

- 東アジア
  - 三亜(2025年10月8日より就航予定)[6]

## 事件と事故
- 2003年1月5日、プラハに向かっていたヤコヴレフYak-40型機がチェコ領空を飛行中、突然コックピットのフロントガラスが粉々に砕け散った。これに対しチェコ空軍機2機が同機をプラハのルズィニエ国際空港まで誘導し、無事着陸することに成功した。
- 2008年2月14日、アルメニアのエレバンからミンスクに向かおうとしていたベラヴィア1834便がズヴァルトノッツ国際空港を離陸中に左翼が滑走路に接触しそのまま転覆、上下さかさまの状態で滑走路脇に停止した。乗員乗客21名は迅速な消防の対応も功を奏し航空機が炎上する前に脱出に成功している。事故原因は主翼に着氷が生じたことによる揚力の低下だった。